# París bien vale una misa
París bien vale una misa (Paris vaut bien une messe) es un tópico cultural originado en una frase, probablemente apócrifa, atribuida a Enrique de Borbón o de Navarra, el pretendiente hugonote (protestante) al reino de Francia, que eligió convertirse al catolicismo para poder reinar (su ordinal como rey es Enrique IV). Desde entonces viene utilizándose con el sentido de la conveniencia de establecer prioridades: es útil renunciar a algo, aunque sea aparentemente muy valioso, para obtener lo que realmente se desea. También en el sentido de afear la falta de sinceridad o de convicciones, o de representar la tolerancia o el indiferentismo, especialmente en cuestiones religiosas. Un tema político coincidente en la época es el denominado "maquiavelismo" o "razón de Estado", habitualmente puesto en comparación con la actitud "quijotesca" que se presenta como característica de la contemporánea Monarquía Hispánica de Felipe II (a quien se atribuye la frase prefiero perder mis Estados a gobernar sobre herejes). No obstante, también se considera que el modelo de Maquiavelo para El Príncipe fue Fernando el Católico; y no menos característicos fueron los cambios de orientación política de Carlos V (idea de Imperio de Carlos V). 

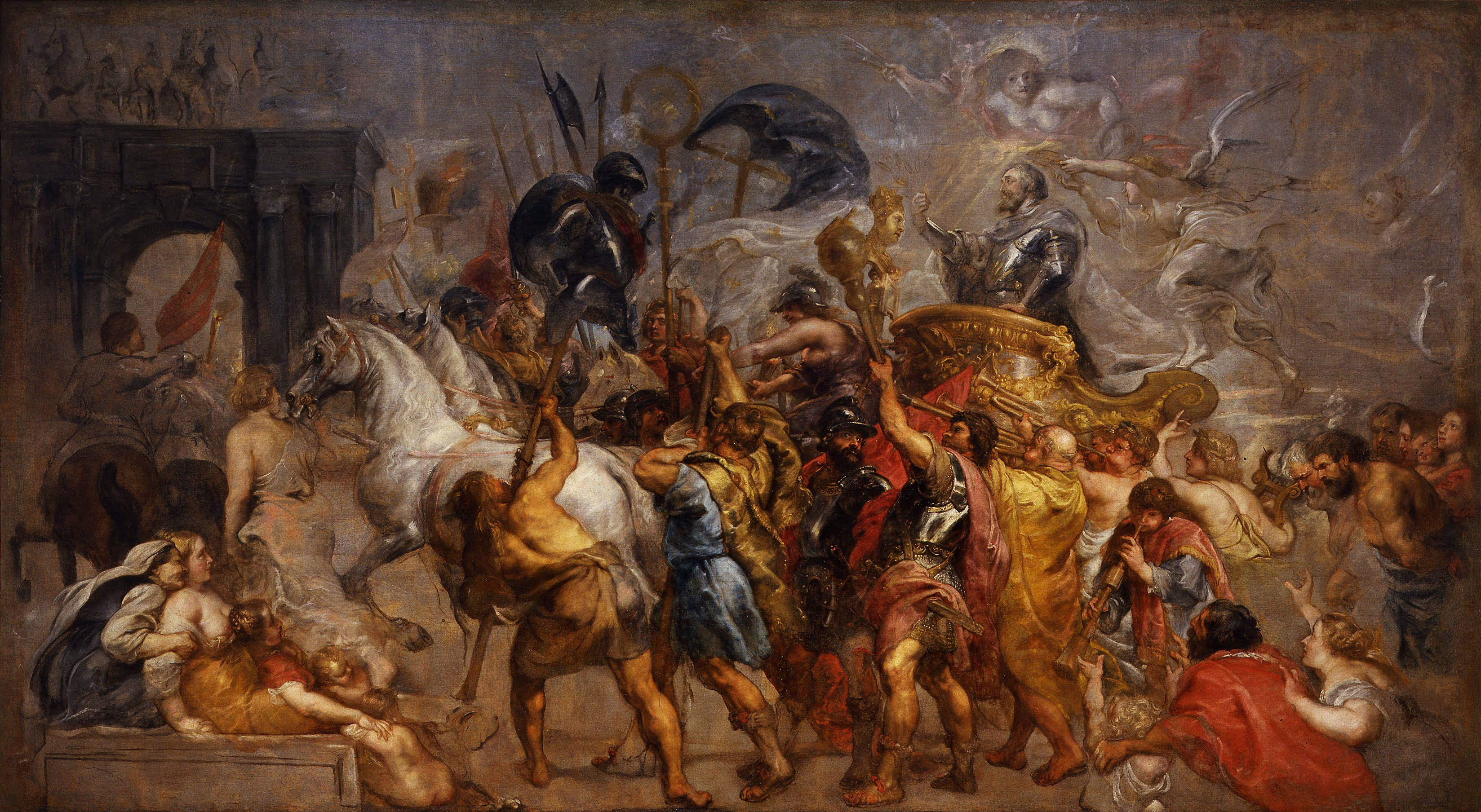
Entrada triunfal de Enrique IV en París, por Rubens.

## Contexto histórico de la frase
En las Guerras de Religión de Francia, los bandos protestante y católico se habían estado enfrentando durante largos años. Distintas soluciones pacíficas al conflicto venían proponiéndose por intelectuales moderados de ambos bandos, denominados politiques. La convocatoria de los Estados Generales de 1593 no condujo inmediatamente al fin de la guerra, pero sí a la comunicación por parte de Renaud de Beaune, arzobispo de Bourges, de la voluntad de Enrique de convertirse, cosa que ocurrió en la ceremonia de abjuración que tuvo lugar el 25 de julio de 1593 en la basílica de Saint-Denis. Los Estados Generales se clausuraron el 8 de agosto sin llegar a ningún acuerdo, pero el peso de la aceptación del nuevo rey por la ciudad de París permitió a Enrique entrar triunfalmente en la capital el 22 de marzo de 1594. Hasta 1595 se mantuvo la excomunión papal. No se dio la tradicional coronación en la catedral de Reims, puesto que Enrique se consideraba rey desde 1589, y durante todo ese periodo sus partidarios no habían controlado esa zona de Francia.

## Otros tópicos de Enrique IV
A Enrique IV también se atribuye un lema con el que resumía su programa político de bienestar para el pueblo: "un pollo en cada cazuela" (la poule au pot).

## Otros reyes abjurantes
La conversión al cristianismo (o a la versión romana del cristianismo) de algunos reyes son celebradas como hito de la fundación de algunas naciones, como por ejemplo:
- Tiridates III: reino armenio, anterior incluso a la del emperador Constantino,
- Clodoveo I: reino franco,
- Recaredo: reino visigodo de Toledo,
- Ethelberto de Kent,
- Boris I de Bulgaria,
- Harald Blåtand: reino de Dinamarca,
- Esteban I de Hungría,
- Vladimiro I de Kiev,
- Vladislao II Jagellón de Polonia y Lituania.

En tiempos modernos, Pedro III, Catalina II, Federico Augusto de Sajonia y Bernadotte han abjurado unos el luteranismo y otros el catolicismo para subir al trono.